# Sarolta
Sarolta és una òpera còmica en tres actes amb música de Ferenc Erkel i llibret en hongarès de József Czanyuga. Es va estrenar al Teatre Nacional de Budapest el 26 de juny de 1862.

## Origen i context
Ja avançada la seva carrera, Erkel va escriure dues òperes còmiques rústiques: Sarolta i la pseudo-wagneriana Brankovics György (1874).